# Joan Gelpí i Puig
Joan Gelpí i Puig (Barcelona, 23 de maig de 1932) fou un operador de fotografia i càmera català.
Va començar a interessar-se en la seva adolescència per la fotografia i el 1950 va muntar el seu propi laboratori fotogràfic d'afeccionat. Va començà a treballar a Emisora Films amb Ignasi F. Iquino i Antonio Isasi-Isasmendi. El 1959 va col·laborar a Diego Corrientes d' Isasi Isasmendi, i continuà amb altres pel·lícules del mateix director (Sentencia contra una mujer, 1960, Tierra de todos, 1961). També va col·laborar amb Ignasi F. Iquino, Juli Coll (El traje de oro, 1959) i Mario Camus (Los farsantes, 1963).
El 1964 Gelpi va aconseguir el seu primer treball com a director de fotografia. A finals de la dècada, va col·laborar amb coproduccions principalment d'Europa Occidental amb un repartiment internacional, així com en pel·lícules d'acció de sèrie B sense importància més gran. Durant els anys 1970 i 1980 va participar gairebé exclusivament en produccions espanyoles de segona categoria, que amb prou feines han mostrat fora de la Península Ibèrica. Al començament de 1990, Joan Gelpi va desaparèixer de la vista del públic.

## Filmografia
- 1964: Jandro
- 1964: Estambul 65
- 1965: Baraka, Agent X 13 (Baraka sur X 13)
- 1966: El tigre de los siete mares
- 1966: Coplan ouvre la feu à Mexico
- 1966: Tormenta sobre el Pacifico
- 1966: Mister Dynamit – Morgen küßt Euch der Tod
- 1967: Fugitivos en Rainbow
- 1967: Las Vegas 500 millones
- 1968: Die große Treibjagd
- 1968: Le paria
- 1969: El abogado, el alcalde y el notario
- 1970: Helena y Fernanda
- 1970: Les libertines
- 1972: Un verano para matar
- 1972: La corrupciòn de Chris Miller
- 1972: L'emigrante
- 1973: La tumba de la isla maldita
- 1973: Cinco almohadas para una noche
- 1975: Ah sì? E io lo dico a Zzzzorro!
- 1975: Rafael en Raphael
- 1975: El podor del deseo
- 1976: La nueva Marilyn
- 1976: Deseo
- 1976: Guerreras verdes
- 1977: El perro
- 1977: Òscar, Kina i el làser
- 1978: Nunca en horas de clase
- 1979: Perros callejeros II
- 1980: Erotic Family
- 1980: Los embarazados
- 1981: La gran quiniela
- 1982: El ser
- 1982: Secta siniestra
- 1983: Depravación
- 1983: Rio Abajo
- 1985: La jeune fille et l'enfer
- 1985: Otra vuelta de tuerca
- 1986: Más allá de la muerte
- 1987: Escuadrón
- 1988: El aire de un crimen
- 1988: Garum...fantastica contradicción
- 1990: Bronze

## Premis
Medalles del Cercle d'Escriptors Cinematogràfics
| Any  | Categoria             | Pel·lícula | Resultat   |
| ---- | --------------------- | ---------- | ---------- |
| 1964 | Premi Antonio Barbero | Jandro     | Guanyadora |